# Theodor Bühler
Theodor Josef Bühler (* 5. März 1904 in Feldkirch; † nach 1944) war ein deutscher Volkswirt und Forschungsleiter im Arbeitswissenschaftlichen Institut AWI der Deutschen Arbeitsfront (DAF).
Bühler studierte Volkswirtschaft. Bereits 1923 trat er in die NSDAP ein und nach der Neugründung der Partei erneut zum 1. September 1932 (Mitgliedsnummer 1.331.547). Seit 1928 war er Redakteur der Wochenberichte des Instituts für Konjunkturforschung (IfK) (bis 1934) und ab 1933 Dozent an der Deutschen Hochschule für Politik in Berlin. Auch gehörte er der sozialpolitischen Redaktion der Deutschen Allgemeinen Zeitung an. Er gehörte 1935 mit 31 Jahren zur „Arbeitsgemeinschaft hervorragender sozialpolitischer Forscher“, die Wolfgang Pohl leitete. Im September 1935 errichtete er auf Anordnung von Robert Ley das Zentralarchiv für das neue AWI, das die großen Archivalien der aufgelösten Gewerkschaften enthielt. 1936 löste er dort Pohl als Hauptabteilungsleiter für die Forschungsstelle ab und wurde ab 1940 unter Pohl stellvertretender Leiter und als wissenschaftlicher Generalreferent bezeichnet. Er war der Redakteur des Jahrbuches des AWI und der Monatshefte für nationalsozialistische Sozialpolitik. Mit Pohl wies er auf den Zusammenhang von Lebensstandard und imperialistischer Expansion hin nach dem Vorbild von Ernst Francke, für die eine „nationale Dynamik“ notwendig sei. Im Zweiten Weltkrieg sorgte er für den Aufbau einer effizienten Sozialforschung in allen besetzten Gebieten, um diese zu unterwerfen und dem Deutschen Reich nutzbar zu machen. Er prägte das nationalsozialistische Verständnis von Sozialpolitik entscheidend mit. Zur Vernetzung richtete er in der Deutschen Hochschule für Politik in Berlin Seminare ein. Im November 1944 übernahm er das DAF-Amt „Soziale Selbstverantwortung“ von Theodor Hupfauer, das soziale Konflikte schlichten sollte. Sein weiterer Verbleib ist unbekannt.

## Schriften
- Baumwolle auf Zeit Die Grundlagen des Baumwolltermingeschäftes, Krisch, 1931
- Deutsche Sozialwirtschaft. Ein Überblick über die sozialen Aufgaben der Volkswirtschaft, Kohlhammer, Berlin u. Stuttgart 1940
- Von der Utopie zum Sozialstaat, 1942
- Die Sozialstruktur der Feinde, (Schriftenreihe zur weltanschaulichen Schulungsarbeit der NSDAP; H. 32), 1943
- Die Auslandsforschung des Arbeitswissenschaftlichen Instituts der Deutschen Arbeitsfront. Berlin 1942, abgedruckt in Michael Hepp u. a.: Sozialstrategien der Deutschen Arbeitsfront. Teil B, Abt. 2: Denkschriften, Gutachten und Veröffentlichungen des Arbeitswissenschaftlichen Instituts der DAF, edg. von der Hamburger Stiftung für Sozialgeschichte des 20. Jahrhunderts, Denkschrift Nr. 43
- Grundfragen der europäischen Sozialordnung, „Zeitschrift für Politik“ 34. Jg. (1944), H. 7/8